# عمر الوارز
عمر الوارز (انگلیسی: Omar Álvarez؛ زادهٔ ۲۹ اوت ۱۹۹۰) بازیکن فوتبال اهل اسپانیا است.